# Fárisz
A fárisz jelentése "lovas katona". A keresztes hadjáratok idején az európai lovag muszlim kultúrkörbe tartozó megfelelőjének tekinthető. A fárisz lehetett szabad nemesember, mint például Uszáma ibn Munkidz, vagy katonáskodó szolga (például a gulám és mamlúk harcosok). A Mamlúk birodalom idején a katonák többféle fegyver (pl. kard, íj és nyíl, lándzsa, kopja, fejsze és buzogány stb.) forgatásában is jártasak voltak, továbbá puszta kezes küzdelemben (birkózás).
A kifejezés a régi oszmán hadseregben irreguláris lovas katonatípust jelölt. Viszonylag kis létszámban álltak, s a reiszekkel, s müsztahfizokkal együtt a várak őrségeiben szolgáltak, létszámuk még félezernél is jóval alacsonyabb volt az erősségekben. Mikor a várőrségek a seregekhez csatlakoztak, a főhadban (amelynek létszáma olykor százezer fölé emelkedett) nem lehettek többen háromezernél. A Magyarországi jelenlétük tekintetében Kanizsán például még negyven százaléka sem volt a várkatonaságnak fárisz. Fegyverzetük könnyű és viszonylag hiányos volt.